# Domizio Torrigiani
Domizio Torrigiani (Lamporecchio, 14 luglio 1876 – Lamporecchio, 30 agosto 1932) è stato un avvocato italiano, gran maestro del Grande Oriente d'Italia dal 1919 al 1925.

## Biografia
Torrigiani lega il suo nome ad uno dei periodi più difficili della storia della Massoneria italiana: fu eletto gran maestro del G.O.I. il 23 giugno 1919, dopo la fine della prima guerra mondiale e poco prima dell'avvento del fascismo. Succedette nella carica ad Ernesto Nathan.

### Massoneria
Inizialmente i rapporti tra il Grande Oriente d'Italia di Torrigiani e il regime fascista furono tutt'altro che conflittuali, tuttavia col passare degli anni il regime mutò atteggiamento. Nel 1923 fu stabilita l'incompatibilità dell'appartenenza contemporanea al Partito Nazionale Fascista e alla Massoneria. Nel '25 il regime attuò con maggiore decisione il proprio attacco contro la massoneria italiana: furono più volte distrutte varie sedi del Grande Oriente d'Italia, venne occupato palazzo Giustiniani e a novembre entrò in vigore la legge che sanzionava col licenziamento tutti gli impiegati pubblici che risultavano affiliati a «società segrete». Torrigiani fu perciò obbligato, dal decreto del 22 novembre 1925, a sciogliere tutte le logge massoniche.

### Contrapposizione al fascismo
Già nel 1924 Torrigiani aveva svolto un ruolo nella divulgazione dei memoriali di Filippelli, e di Cesarino Rossi vanificando più volte i tentativi di occultare le responsabilità del regime fascista nel delitto Matteotti.
Quando in quel periodo la Massoneria italiana fu accusata di anteporre gli interessi stranieri a quelli italiani, Torrigiani rispose inviando direttamente a Benito Mussolini una protesta formale in rappresentanza del Grande Oriente d'Italia, nella quale lamentava le devastazioni fasciste ai danni delle logge massoniche, rivendicando al proprio ordine il merito di propugnare idee di libertà, giustizia e indipendenza.

### L'arresto, il confino e la morte
Nell'aprile 1927, di ritorno dalla Francia, Torrigiani fu arrestato per ragioni politiche. Dopo esser stato tradotto presso il carcere di Regina Coeli, fu inviato al confino, dapprima a Lipari e poi a Ponza. Le misure di sicurezza adottate nei suoi confronti erano particolarmente dure e intense; prevedevano infatti vigilanza diurna e notturna con la scorta raddoppiata, pattuglie militari a vigilanza della sua abitazione e un servizio di pattugliamento marino al fine di evitare qualsiasi tipo di fuga.
A Ponza nel 1931, Torrigiani, insieme ad altri massoni lì confinati, fra cui Bruno Misefari, costituì una nuova loggia aderente al Grande Oriente d'Italia, denominata "Carlo Pisacane", per celebrare proprio il patriota che attraccò sull'isola per la cosiddetta spedizione di Sapri. La "Pisacane" assunse il ruolo di Loggia Madre del GOI, considerato che dal 1925 la massoneria in Italia era stata soppressa.
Liberato solamente nell'aprile del 1932, si ritrovò quasi cieco a causa delle sofferenze patite al confino. Trasferitosi nella sua casa toscana di Lamporecchio, morì il 30 agosto 1932.
"Secondo una ricostruzione del dopoguerra, il feretro poté essere scortato solo da fascisti, essendo proibito a chiunque, pure alla famiglia, di seguirlo. La salma fu cremata all’imbrunire e le ceneri deposte nella cappella di famiglia a Lamporecchio".